# Thyriochlorota gaujoni
Thyriochlorota gaujoni är en skalbaggsart som beskrevs av Soula 2002. Thyriochlorota gaujoni ingår i släktet Thyriochlorota och familjen Rutelidae. Inga underarter finns listade i Catalogue of Life.